# Tihanyi Endre
Tihanyi Endre (Budapest, 1945. január 29. – 2022. december 15.) magyar tornász, olimpikon, edző. Az év magyar tornásza (1967).

## Pályafutása
1960 és 1974 között az FTC tornásza volt. Kilencszeres magyar bajnok. Egyéni összetettben egyszer nyert országos bajnokságot. 1967-ben és az év magyar tornászának választották. 1967 és 1970 között a válogatott keret tagja volt. Részt vett az 1968-as mexikóvárosi olimpián.
1978-ban a Testnevelési Főiskolán tornaszakedzői oklevelet szerzett.

## Sikerei, díjai
- Az év magyar tornásza (1967)
- Olimpiai játékok
  - 13.: 1968, Mexikóváros (összetett, csapat)
- Magyar bajnokság
  - összetett, egyéni
    - bajnok: 1970

  - gyűrű
    - bajnok: 1970
    - 3.: 1967

  - korlát
    - 2.: 1970

  - lóugrás
    - bajnok (3): 1967, 1970, 1972
    - 2.: 1971
    - 3. (3): 1966, 1968, 1973

  - nyújtó
    - 2.: 1970

  - talaj
    - bajnok (4): 1967, 1968, 1970, 1971
    - 2. (2): 1973, 1974
    - 3. (2): 1966, 1972